# Hamma Bouziane
Hamma Bouziane là một đô thị thuộc tỉnh Constantine, Algérie. Dân số thời điểm năm 2002 là 58.307 người.